# كأس العالم لكرة القدم المصغرة 2019
كأس العالم لكرة القدم المصغرة 2019 هي النسخة الثالثة من كأس العالم لكرة القدم المصغرة في رياضة كرة القدم المصغرة التي أستضافتها أستراليا ، فاز بلقب المنتخب المكسيكي لكرة القدم المصغرة بعد انتصاره على منتخب البرازيل في النهائي بنتيجة 4 مقابل صفر.